# Blind Passengers
Blind Passengers war eine Band, die 1987 in Ost-Berlin gegründet wurde.

## Geschichte
Reiner Schirner und Nik Page fanden sich 1987 in Ost-Berlin zusammen und gründeten die Blind Passengers. Es dauerte zwei Jahre, bis sie die in der DDR benötigte Lizenz bekamen und auch offiziell Live-Auftritte spielen durften. Ihre erste Veröffentlichung hatten sie mit dem Song Don’t Turn Around auf dem DDR-Elektro-Sampler Mega Maxi-Mix im Jahre 1990. Nach der Wiedervereinigung wurden sie im Jugendradio 4 U bekannt. Zu dieser Zeit hatten sie Synthie-Pop-Songs für ein Album produziert, das erst 6 Jahre später als The Forgotten Times EP veröffentlicht wurde. 1992 brachten die Passengers ihre erste eigene Veröffentlichung heraus: die Small-Town Night-Maxi. Ein Jahr später wurde ihr erstes Album The Glamour of Darkness bei Strange Ways Records veröffentlicht. Für die Single Walking to Heaven wurde ein Video gedreht und im Musikfernsehen gezeigt. Der Titel war wochenlang auf Platz eins der Hörercharts des Jugendradios Fritz. Dies war der Durchbruch für die Band und der Anfang als Berufsmusiker.
Für den Song Absurdistan wurde ein professioneller Gitarrist gebraucht, und Lars Rudell von den Skeptikern wurde eingeladen. Es wurde auch ein Video gedreht, das im Musikfernsehen allerdings nicht gezeigt wurde. Ende 1995 tourten die Passengers als Vorprogramm von Anne Clark, und Anfang 1996 erschien das zweite Album Destroyka, mit dem die Band ihre Synthie-Pop-Phase hinter sich ließ und sich dancefloor-orientierter Rockmusik zuwandte. Ein Jahr später spielte die Band schon auf größeren bundesweiten Festivals und in Schweden. Im Jahre 1997 folgte mit The Trash Inside My Brain das nächste Studioalbum. Mit Andy Laaf für das Schlagzeug holte man sich 1998 schon den zweiten Ex-Skeptiker ins Boot und die bereits sehr erfolgreiche Livepräsentation wurde durch die Einbindung des Lichtdesigners QNO KUNO (Andreas Kunowsky) weiter professionalisiert.
Das vierte Album Bastard gelangte 1999 in die deutschen Albumcharts. Mit diesem Werk hatten sich die Blind Passengers zu einer reinen Alternative-Metal-Combo gewandelt und spielten nun auch auf diversen großen Festivals wie z. B. Wacken, Rock am Ring und Rock im Park. Das Video zu Gunman war in der Heavy-Rotation im Musikfernsehen. Es wurde zusammen mit Kid Rock getourt, und es wurden erstmals auch Konzerte außerhalb Europas absolviert. In Mexiko kam bei einem Flugzeugabsturz Christoph Zimmermann, der dort den Bass-Support spielte, ums Leben. Der Auftritt der Blind Passengers bei dem inzwischen legendären Gedenkkonzert für Christoph in Berlin wurde in dem Dokufilm Achtung wir kommen. Und wir kriegen Euch alle, eine Art Flüstern und Schreien – Teil 3 verwendet.
2001 wurde dann mit Neosapiens das letzte Studioalbum veröffentlicht, und Nik Page veröffentlichte seinen gleichnamigen Roman. Die ehemaligen Skeptiker-Mitglieder Rudell und Laaf verließen im selben Jahr die Band. Nachdem auch Reiner eine Pause brauchte, veröffentlichte Nik Page mit Sacrifight und Sin Machine zwei Soloalben. Seit 2004 macht Reiner Schirner in der Band Lola Angst zusammen mit Alexander Goldman Musik und veröffentlichte seitdem 3 Alben.
2005 nahm Nik zusammen mit Reiner noch einmal sechs Songs auf und veröffentlichte sie zusammen mit Klassikern in der Kompilation Timemachine. Danach löste sich die Band offiziell auf. Nik Page gründete zusammen mit Michaela Laubach das Projekt Songs of Lemuria. 2010 veröffentlichte er unter dem Namen Blind Passenger das Solo-Album Next Flight to Planet Earth.

## Diskografie
Studioalben
- 1993: The Glamour of Darkness
- 1996: Destroyka
- 1996: The Forgotten Times
- 1997: The Trash Inside My Brain
- 1999: Bastard
- 2001: Neosapiens
- 2005: Timemachine (2 CD mit neuen und alten Songs)